# Gare de Boekhoute
Ne doit pas être confondu avec Gare de Boechout.
La gare de Boekhoute est une ancienne gare ferroviaire belge de la ligne 55A, de Zelzate à Eeklo située à Boekhoute, section de la commune d'Assenede, dans la province de Flandre-Orientale en Région flamande.
Mise en service en 1871 sur le chemin de fer concédé d'Anvers à Eeklo, elle ferme aux voyageurs en 1950. La ligne n'est plus utilisée et les rails sont retirés dans les années 1960.

## Situation ferroviaire
Établie à 2 m d'altitude, la gare de Boekhoute était située au point kilométrique (PK) 8.8 de la ligne 55A, de Zelzate à Eeklo entre les gares d'Assenede et de Bassevelde.

## Histoire
La station de Bouchaute est mise en service le 15 avril 1871 par la Compagnie du chemin de fer d'Eecloo à Anvers, lorsqu'elle ouvre à l'exploitation la section d'Assenede à Eeklo construite par la Compagnie des bassins houillers du Hainaut. S'appuyant sur la section d'Assenede à Zelzate et Moerbeke-Waes, ouverte en 1867-1869 par la Compagnie du chemin de fer de Lokeren à la frontière des Pays-Bas, elle sera prolongée par la ligne de Moerbeke à Saint-Gilles-Waes, que la Compagnie du chemin de fer d'Eecloo à Anvers mettra en service en 1873. La ligne n'atteindra cependant jamais Anvers, si ce n'est par le biais de la section Sint-Niklaas - Anvers (rive gauche) de la ligne ligne d'Anvers (rive gauche) à Gand, mise à l'écartement normal par l'État en 1897.
Depuis 1867, la Compagnie d'Eecloo-Anvers est intégrée au sein de la Société générale d'exploitation de chemins de fer (SGE). La Compagnie des Bassins houillers du Hainaut, société administrée par l'homme d'affaires Simon Philippart, y joue un rôle central et supervise la construction des nombreuses lignes encore inachevées. Seule une partie sera réalisée en raison de la piètre gestion financière du groupe Philippart, qui se conclut par une faillite en 1878.
L'Administration des chemins de fer de l'État belge, future SNCB, qui avaient déjà racheté la plupart des concessions de la SGE en dehors des Flandres en 1870, reprend celle d'Anvers-Eecloo le 1er juillet 1878.
De 1918 à 1928, la destruction du pont de Zelzate par les Allemands met fin au trafic en direction d'Anvers, qui disparaît définitivement après le sabotage du pont en 1940. L'ancien chemin de fer d'Eeklo à Anvers est désormais divisé en deux, avec terminus à Zelzate pour les trains de la ligne venant d'Eeklo.
La ligne 55A ferme aux voyageurs le 1er août 1950. Plus aucun train de marchandises n'utilisant la section entre Assenede et Kaprijke, la gare de Boekhoute est désaffectée et les rails sont retirés dans les années 1960.
Après l'abandon du reste de la ligne, un chemin asphalté est réalisé entre Zelzate et Boekhoute ; il est prolongé jusque Bassevelde et Eeklo en 2003 et 2017.

## Patrimoine ferroviaire
Le bâtiment des recettes a été transformé en logements. Avec celui de la gare de Stekene, ce sont les deux seules gares de ce type, construit par les Bassins Houillers, à avoir évité la démolition. Depuis 2009, il est listé au patrimoine architectural flamand.
Construits sur les lignes 55A (Kaprijke, Bassevelde, Boekhoute) et 77 (Stekene), ils étaient vraisemblablement identiques à l'origine à celui de la gare de Trazegnies, construit en 1869 sur la ligne de ceinture de Charleroi, avant que l’État ne reprenne la concession. La Société du chemin de fer Hasselt-Maeseyck utilise un plan similaire pour les gares d'As, Genk et Elen, sans frise et avec des ailes symétriques à l'origine. Les gares de la Compagnie du chemin de fer de Courtrai à Braine-le-Comte (Zwevegem, Moen-Heestert, Avelgem et Amougies) reprenaient la partie centrale au sein d'un ensemble plus vaste, à étage ; ces dernières ont toutes disparu.
Le bâtiment se compose de trois parties :
- un corps de logis à étage doté de trois travées étroites surmontées par de petites fenêtres juste en-dessous de la corniche donnant sur le grenier (elles ont été murées côté rue), deux des ouvertures du rez-de-chaussée sont des portes donnant sur le quai tandis qu'il n'y a que des fenêtres côté rue ;
- une aile sans étage, disposée à droite, pour le guichet des voyageurs comprenant trois travées largement espacées, avec un pilastre entre la première et la deuxième et une marquise couvrant ces deux ouvertures ;
- une aile de service, au toit plus haut que l'aile de droite, abritant des locaux de service et les dépendances de l'appartement du chef de station ; une fenêtre du mur-pignon éclaire le grenier. Le toit plus haut de ces ailes pourrait résulter d'un surhaussement. À Stekene, elle comportait trois travées, peut-être une seule initialement.

La façade est, intégralement en briques sauf le soubassement, est décorée par des pilastres à bossages ainsi qu'un bandeau au-dessus des fenêtres de chaque niveau. L'agrandissement du bâtiment date de 1891.
Lors de la transformation en maisons, les portes et fenêtres ont été remplacés par des éléments modernes de taille différente.
Les murs de la halle aux marchandises ont également été conservée jusqu'à ce jour, avec un nouveau toit moins haut. À l'origine, elle était couverte d'une vaste structure débordante couvrant la voie de chargement, disposition rarissime en Belgique.

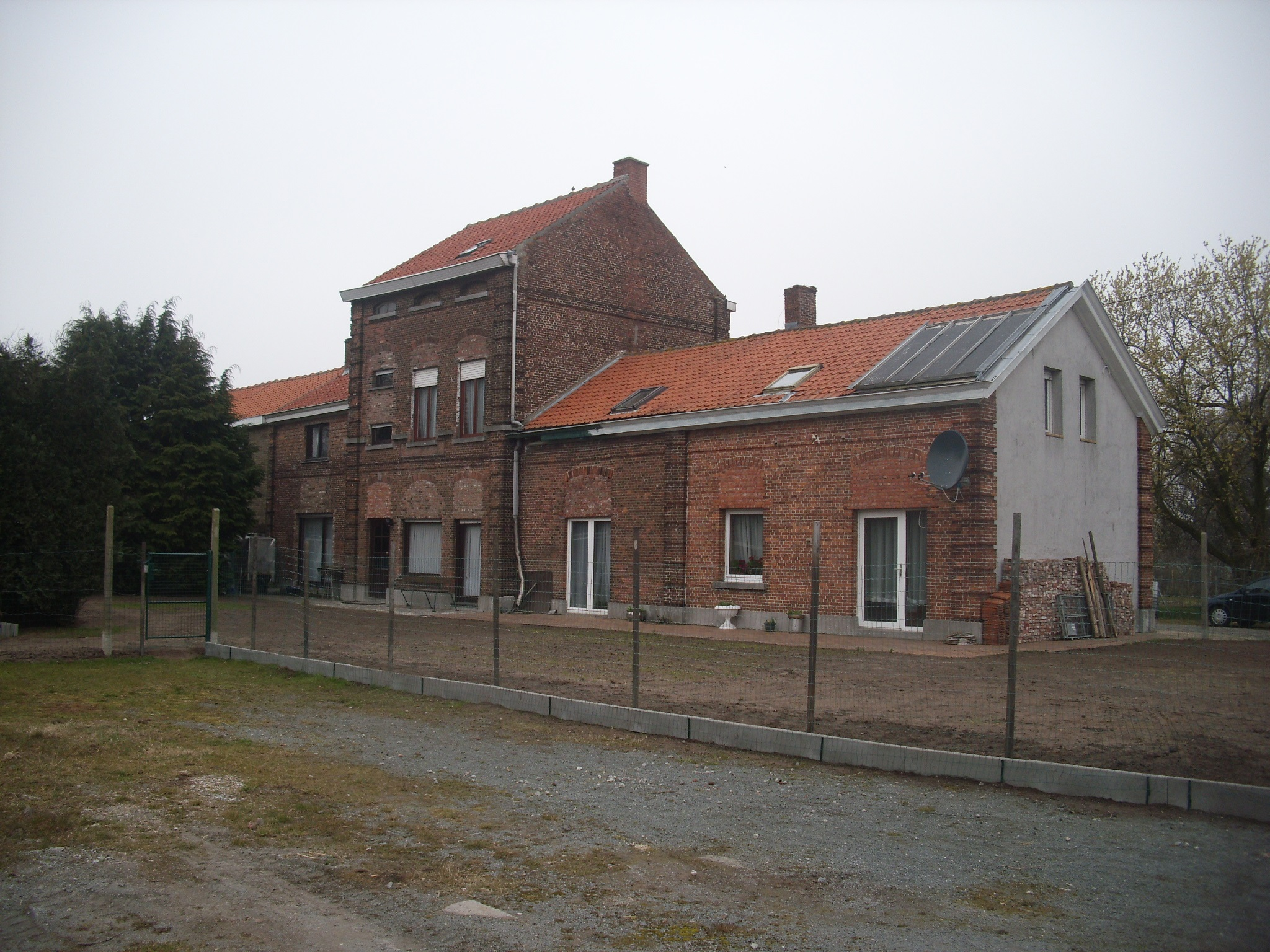
Bâtiment de la gare, côté rue.
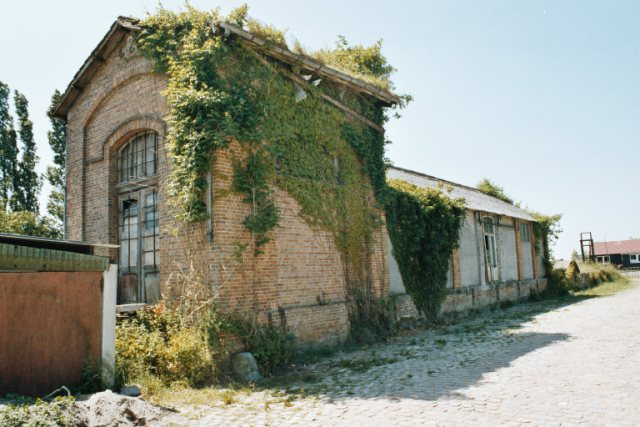
Vestiges de la halle aux marchandises